# Siphona nigroseta
Siphona nigroseta là một loài ruồi trong họ Tachinidae.